# Laura Cox (Musikerin)

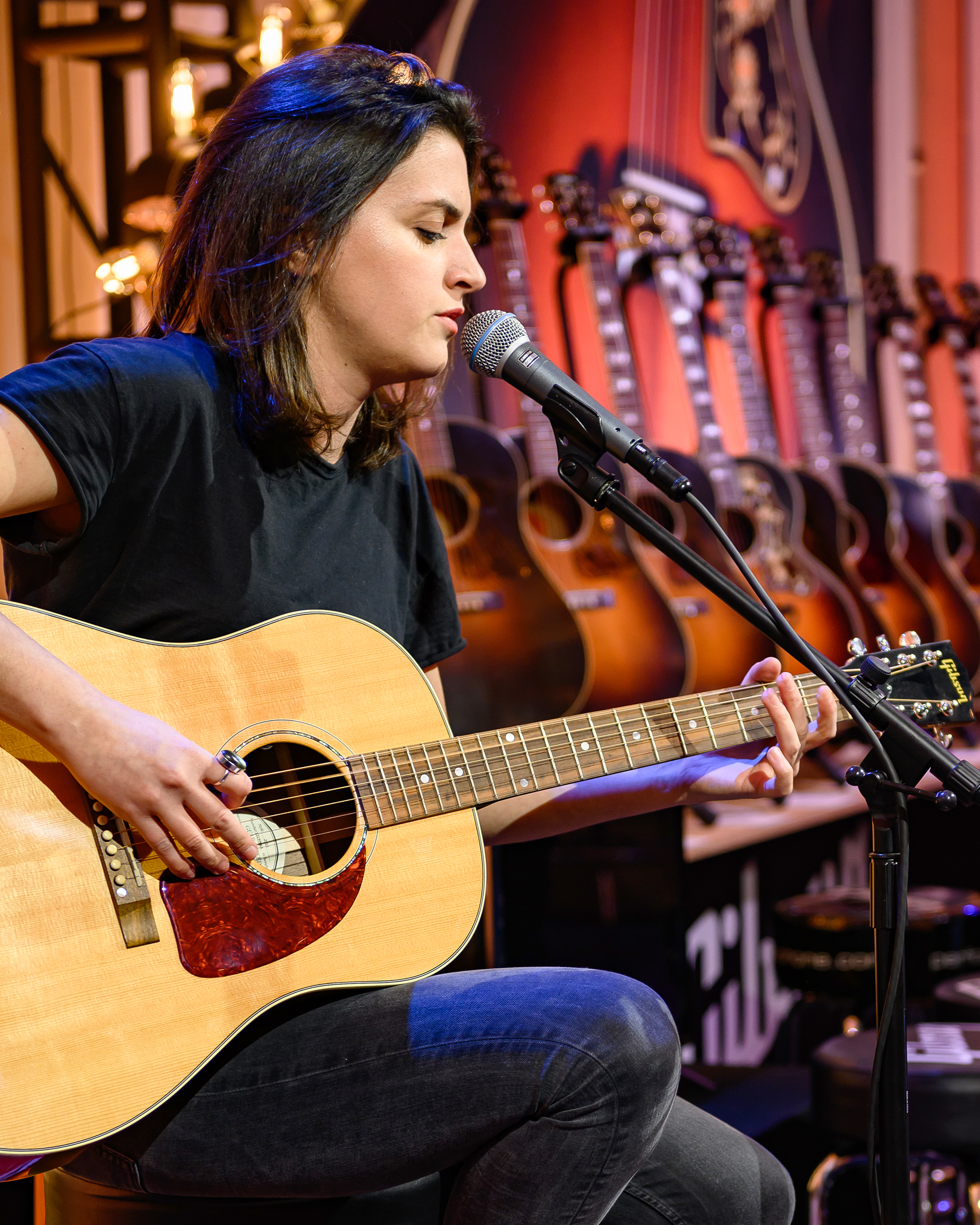
Laura Cox live (2020)

Laura Cox (* 24. November 1990 in Frankreich) ist eine französische Gitarristin, Sängerin, Songwriterin/Komponistin und Bandleaderin.

## Musikalischer Werdegang
Laura Cox ist die Tochter einer Französin und eines Engländers, der sie aber nie lehrte, Englisch zu sprechen, und so fühlt sie sich mehr als Französin, zumal sie auch immer in Frankreich lebte. Ihr Musikgeschmack orientierte sich zunächst an dem ihres Vaters, der gerne Country-Musik und Rock’n’Roll hörte und sie auch an den Classic Rock und das Musizieren heranführte. Im Alter von 14 Jahren hatte Cox mit dem Gitarrespielen begonnen und Unterricht an einer Musikschule genommen, bis sie sich nach vier Jahren selbständig weiterentwickelte. Anfangs spielte sie noch Klassische Gitarre, bis die E-Gitarre ihr Interesse fand und sie von ihrer Mutter ihre erste E-Gitarre geschenkt bekam.
Bevor sie 2008 eigene Coverversionen bei YouTube hochlud, hatte sie Nachmittage lang allein in ihrem Zimmer Musikvideos studiert und autodidaktisch versucht, die Gitarrensoli bekannter Gitarristen wie Slash, Mark Knopfler etc. zu imitieren. Schon bald wurden ihre Soli millionenfach aufgerufen und ihr You-Tube-Kanal vieltausendfach abonniert. Cox, die sich selbst für eher zurückhaltend und introvertiert hält, fühlte sich dabei wohl, alleine in ihrem Zimmer Videos zu erstellen, bis sie 2010 den Rhythmusgitarristen Mathieu Albiac traf, mit dem sie ab ca. 2011/2012 gemeinsam komponierte und schließlich 2013 The Laura Cox Band gründete. Ende 2020 lagen die You-Tube-Aufrufe bei über 105 Millionen und ihr Kanal hatte über 505.000 Abonnenten. Ihren Musikstil bezeichnet Cox als „Southern Hard Blues“ und sich selbst als „Badass Rock´n´Roll Lady“.

## The Laura Cox Band
Aufgrund der positiven Resonanz im Internet beschloss Cox 2013, ihre Musik auf die Bühne zu bringen und gründete die Laura Cox Band. 2014 schrieben sie und Albiac die erste Single Cowboys and Beer mit Ludovic Ossard am Bass und Pascal Robert am Schlagzeug. 2015 änderte sich die Bandzusammensetzung. Für Ossard und Robert kamen der Bassist François Charles Delacoudre und Antonin Guérin am Schlagzeug, weiterhin mit Cox (Leadgitarre und Gesang) sowie Albiac (Rhythmusgitarre und Begleitgesang).
Das erste Album Hard Blues Shot kam 2017 heraus. 2019 folgte mit Burning Bright das zweite mit der Singleauskopplung Fire Fire.
Auftritte hatte die Band bereits in vielen Ländern Europas, u. a. Spanien und Großbritannien sowie Deutschland. 2020 musste pandemiebedingt der Tourplan zusammengestrichen oder abgewandelt werden. So fand der Auftritt mit der neuen Bassistin Marine Danet beim Crossroads Festival in der Bonner Harmonie als TV-Produktion des Rockpalast ohne Zuschauer statt.

## Diskografie
Alben
- 2017: Hard Blues Shot
- 2019: Burning Bright
- 2023: Head Above Water

Singles
- 2014: Cowboys & Beer / Come & Get Me
- 2019: Fire Fire
- 2022: One Big Mess
- 2025: No Need to Try Harder